# Djerba-Zarzis internationella flygplats
Djerba-Zarzis internationella flygplats (franska: Aéroport international de Djerba-Zarzis, arabiska: مطار جربة جرجيس الدولي), IATA-kod: DJE ICAO-kod: DTTJ, är den största flygplatsen på ön Djerba i Tunisien.

## Destinationer
Flygbolag som flyger till Djerba-Zarzis
- Austrian Airlines
- Alitalia
- Aigle Azur
- City Airline
- Czech Airlines
- Corsair
- Croatia Airlines
- Condor
- Europe Airpost
- Edelweiss Airlines
- Ficher Air
- Jetairfly
- Karthago
- Luxair
- LOT
- Martinair
- Thomas Cook
- Nouvelair Tunisie
- SWISS
- Transavia
- Tunisair
- TNT Airways
- Travel Service
- Tyrolean
- XL Airways France